# Jules Lagae
Jules Lagae (Roeselare, 1862 — Bruges, 1931), foi um escultor belga.

## Principais obras

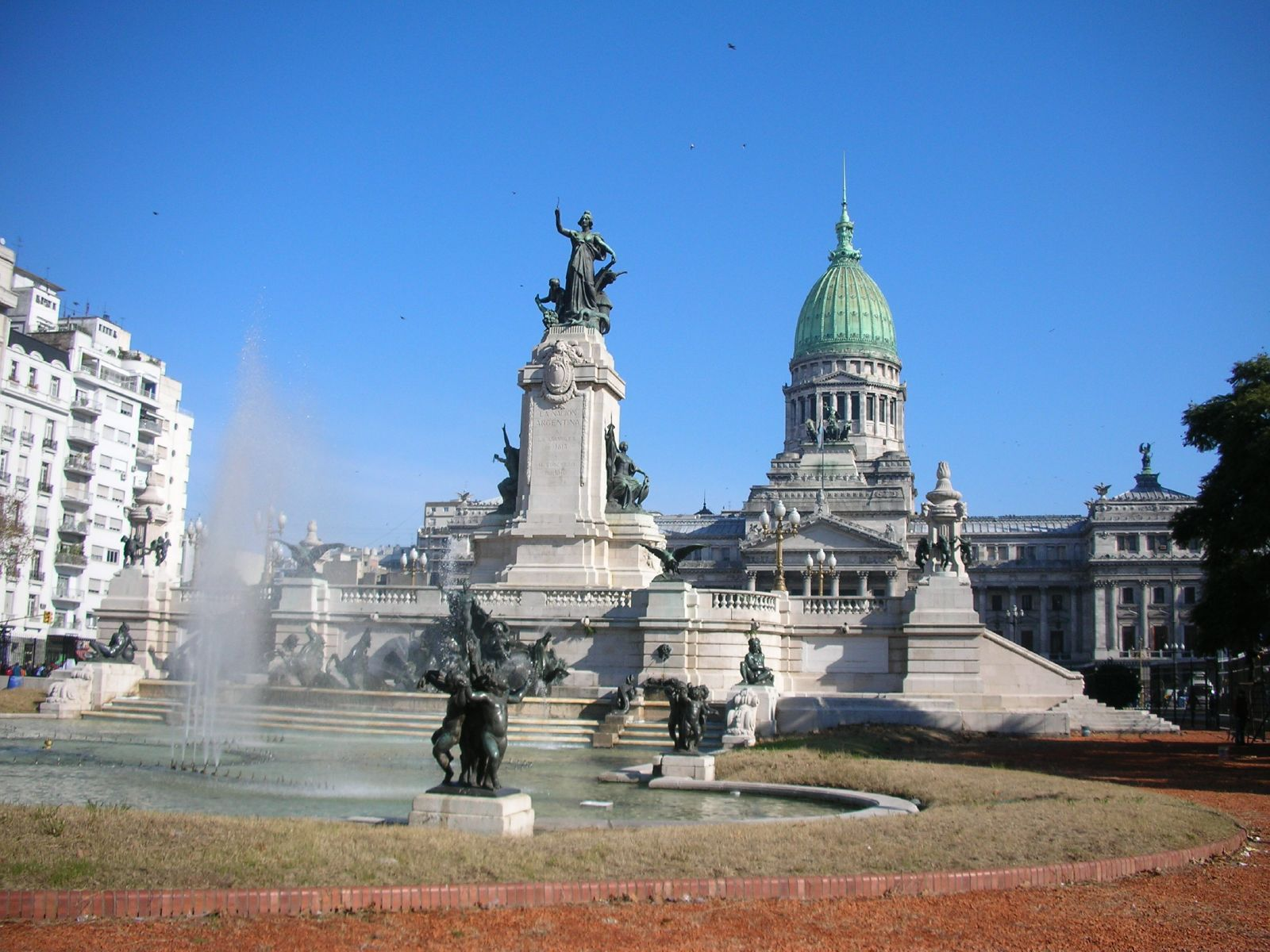
"Monumento de los dos Congresos", Buenos Aires

- Relevos para o pavilhão belga na Exposição Internacional do Centenário da Independência no Rio de Janeiro em 1922-23
- Estátua equestre do Arco do Triunfo em Bruxelas
- Tumba Graça Albrecht Rodenbach , 1888
- Karel Lodewijk Ledeganck , Eeklo , 1897
- Estátua de Pierre-Joseph Van Beneden , Mechelen, 1898
- As quatro gerações no Botanique em Bruxelas, por volta de 1898
- Busto de Guido Gezelle no Onze-Lieve-Vrouwekerk em Kortrijk (1903)
- Imagens alegóricas da antiga estação de correios de Ostende (por volta de 1904-1905), Ostend, Koninginnelaan
- Imagem de Albrecht Rodenbach , Roeselare, 1909
- Imagem de Guido Gezelle , Bruges, 1930
- Carlos da Lorena , Bruxelas, 1901
- Monumento Léon Frédéric , Parque Josaphat, Bruxelas
- Penitentes no parque da cidadela em Ghent
- Monumento aox mártires (memorial de guerra) em Charleroi
- Estátua de Mary de Borgonha, (Flandria, Nostra), em Bruges
- Imagem de Guido Gezelle, Klein Seminarie Roeselare
- Alto relevo com a imagem de São Miguel, ao pé do campanário no Grote Mark van Roeselare
- O abandonado , cemitério urbano Roeselare
- Pais , cemitério urbano Roeselare e prefeitura Roeselare